# Kloster SS. Trinitatis (Günzburg)

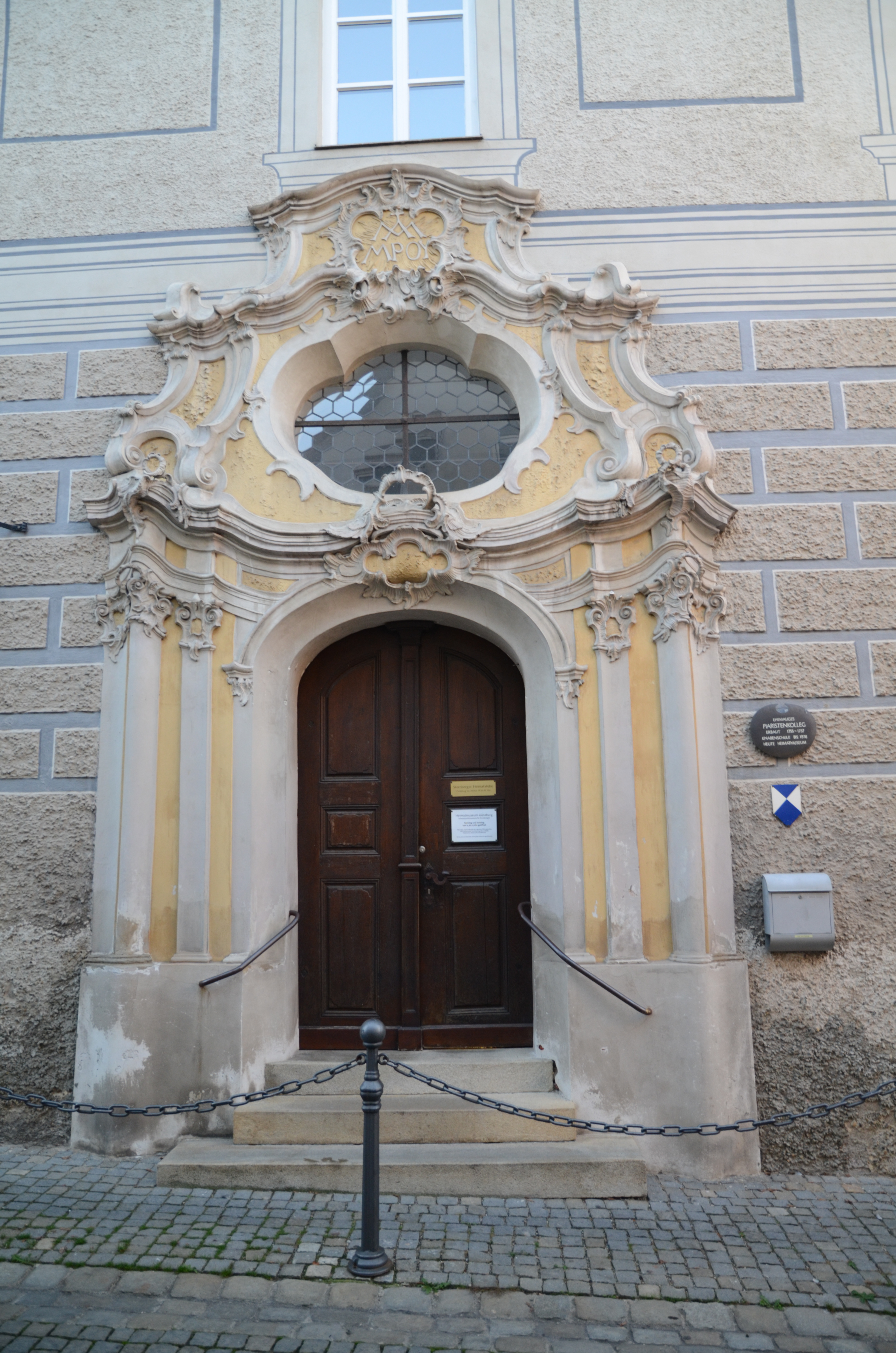
Eingang zum ehm. Piaristenkolleg

Das Kloster SS. Trinitatis war ein ehemaliges Kloster der Piaristen in Günzburg in Bayern in der Diözese Augsburg.

## Geschichte
Das der Heiligen Dreifaltigkeit geweihte Kloster wurde 1750 durch Kaiserin Maria Theresia auf Betreiben des kaiserlichen Landvogts Franz Christoph Joseph Freiherr von Ramschwag (1690–1761) gegründet. Sie wirkten in der Erziehung und im Schuldienst (wie auch die 1756 in die Stadt geholten Englischen Fräulein) und betreuten priesterlich die Hofkirche im Markgrafenschloss. Nach dem Frieden von Pressburg wurden Stadt und Kloster 1806 bayerisch. Das Kloster wurde 1807 im Zuge der Säkularisation aufgelöst.
Heute befindet sich hier eine Schule und das Heimatmuseum Günzburg. Die Wiedereröffnung des im Zweiten Weltkrieg zerstörten Museums erfolgte 1958 mit den Überresten der Sammlung im ehemaligen Piaristenkolleg in der Rathausgasse. Dort steht auf drei Stockwerke verteilt in 16 Räumen eine Ausstellungsfläche von 670 m² zur Verfügung.

## Baubeschreibung
Ehem. Piaristenkloster, jetzt Schule und Museum, dreigeschossige Anlage mit Mansardwalmdach, Putzgliederung, Stuckdekoration in den Erdgeschoss-Räumen und am Portal, Joseph Dossenberger zugeschrieben, 1755–57, zugeh. Stadtmauer.